# Calendrier de la saison de cyclo-cross féminine 2013-2014
Navigation
2012-2013 2014-2015
Le calendrier de la saison de cyclo-cross féminine 2013-2014 regroupe des courses de cyclo-cross débutant le 7 septembre 2013 et finissant le 23 février 2014.

## Classements UCI
Classement final
| #  | Coureur                | Pays            | Pts  |
| -- | ---------------------- | --------------- | ---- |
| 1  | Katherine Compton      | États-Unis      | 2070 |
| 2  | Helen Wyman            | Grande-Bretagne | 1838 |
| 3  | Marianne Vos           | Pays-Bas        | 1820 |
| 4  | Sanne Cant             | Belgique        | 1810 |
| 5  | Nikki Harris           | Grande-Bretagne | 1730 |
| 6  | Ellen Van Loy          | Belgique        | 1083 |
| 7  | Eva Lechner            | Italie          | 1030 |
| 8  | Pavla Havlíková        | Tchéquie        | 862  |
| 9  | Lucie Chainel-Lefèvre  | France          | 852  |
| 10 | Sophie de Boer         | Pays-Bas        | 839  |
| 11 | Elle Anderson          | États-Unis      | 740  |
| 12 | Loes Sels              | Belgique        | 696  |
| 13 | Sabrina Stultiens      | Pays-Bas        | 693  |
| 14 | Meredith Miller        | États-Unis      | 675  |
| 15 | Kaitlin Antonneau      | États-Unis      | 656  |
| 16 | Gabriella Durrin       | Grande-Bretagne | 645  |
| 17 | Martina Mikulaskova    | Tchéquie        | 628  |
| 18 | Kateřina Nash          | Tchéquie        | 580  |
| 19 | Pauline Ferrand-Prévot | France          | 575  |
| 20 | Crystal Anthony        | États-Unis      | 555  |

| #  | Nation (élites)  | Pts  |
| -- | ---------------- | ---- |
| 1  | Grande-Bretagne  | 4213 |
| 2  | Belgique         | 3589 |
| 3  | États-Unis       | 3485 |
| 4  | Pays-Bas         | 3352 |
| 5  | Tchéquie         | 2070 |
| 6  | France           | 1974 |
| 7  | Italie           | 1680 |
| 8  | Allemagne        | 1084 |
| 9  | Luxembourg       | 676  |
| 10 | Japon            | 670  |
| 11 | Suède            | 536  |
| 12 | Slovaquie        | 505  |
| 13 | Canada           | 495  |
| 14 | Danemark         | 478  |
| 15 | Suisse           | 433  |
| 16 | Autriche         | 353  |
| 17 | Espagne          | 313  |
| 18 | Australie        | 217  |
| 19 | Nouvelle-Zélande | 215  |
| 20 | Pologne          | 200  |
| 20 | Portugal         | 200  |
| 20 | Irlande          | 200  |
| 20 | Croatie          | 200  |
| 20 | Hongrie          | 200  |
| 20 | Finlande         | 200  |
| 26 | Serbie           | 23   |
| 27 | Argentine        | 8    |

## Calendrier

### Septembre
| Date | Course                                             | Classe | Vainqueur            | Équipe                                   |
| ---- | -------------------------------------------------- | ------ | -------------------- | ---------------------------------------- |
| 7    | Nittany Lion Cross 1, Breinigsville                | C2     | Laura Van Gilder     | Mellow Mushroom                          |
| 8    | Nittany Lion Cross 2, Breinigsville                | C2     | Arley Kemmerer       | C3-Twenty20                              |
| 14   | StarCrossed, Redmond                               | C2     | Gabriella Day        | Rapha-Focus                              |
| 14   | Catamount Grand Prix 1, Williston                  | C2     | Helen Wyman          | Kona Factory Racing                      |
| 15   | Catamount Grand Prix 2, Williston                  | C2     | Helen Wyman          | Kona Factory Racing                      |
| 15   | Süpercross Baden, Baden                            | C1     | Sanne Cant           | IKO Enertherm-BKCP                       |
| 18   | Cross After Dark Series #1 - CrossVegas, Las Vegas | C1     | Kateřina Nash        | Luna Chix                                |
| 21   | China International Cyclo-cross Event, Pékin       | C2     | Margriet Kloppenburg | BMC Concept Store                        |
| 21   | Trek Cyclo-cross Collective Cup 1, Waterloo        | C1     | Elle Anderson        | California Giant Berry Farms/Specialized |
| 21   | Charm City Cross 1, Baltimore                      | C2     | Helen Wyman          | Kona Factory Racing                      |
| 22   | Charm City Cross 2, Baltimore                      | C2     | Helen Wyman          | Kona Factory Racing                      |
| 22   | Trek Cyclo-cross Collective Cup 2, Waterloo        | C2     | Elle Anderson        | California Giant Berry Farms/Specialized |
| 28   | NEPCX #1 - Gran Prix of Gloucester 1, Gloucester   | C2     | Elle Anderson        | California Giant Berry Farms/Specialized |
| 28   | SOUDAL GP Neerpelt, Neerpelt                       | C2     | Sanne Cant           | IKO Enertherm-BKCP                       |
| 29   | NEPCX #2 - Gran Prix of Gloucester 2, Gloucester   | C2     | Elle Anderson        | California Giant Berry Farms/Specialized |

### Octobre
| Date | Course                                                        | Classe | Vainqueur                | Équipe              |
| ---- | ------------------------------------------------------------- | ------ | ------------------------ | ------------------- |
| 5    | NEPCX #3 - Providence Cyclo-cross Festival 1, Providence      | C1     | Kateřina Nash            | Luna Chix           |
| 5    | International Cyclocross Marikovská Dolina, Udiča             | C2     | Tereza Medvedová         |                     |
| 6    | International Cyclocross Financne centrum, Udiča              | C1     | Pavla Havlíková          |                     |
| 6    | NEPCX #4 - Providence Cyclo-cross Festival 2, Providence      | C2     | Kateřina Nash            | Luna Chix           |
| 12   | Grote Prijs van Brabant, Bois-le-Duc                          | C2     | Marianne Vos             | Rabobank            |
| 12   | Colorado Cross Classic, Boulder                               | C2     | Katherine Compton        |                     |
| 13   | Trophée Banque Bpost #1 - Grote Prijs Mario De Clercq, Renaix | C1     | Nikki Harris             |                     |
| 13   | Challenge la France Cycliste de Cyclo-Cross #1, Saint-Étienne | C2     | Christel Ferrier-Bruneau |                     |
| 13   | GP 5 Sterne Region, Beromünster                               | C2     | Jane Nussli              |                     |
| 13   | Boulder Cup, Boulder                                          | C2     | Katherine Compton        |                     |
| 19   | Ellison Park Cyclocross 1, Rochester                          | C2     | Laura Van Gilder         | Mellow Mushroom     |
| 20   | Ellison Park Cyclocross 2, Rochester                          | C2     | Laura Van Gilder         | Mellow Mushroom     |
| 20   | Coupe du monde #1, Fauquemont                                 | CDM    | Marianne Vos             | Rabobank            |
| 22   | Kiremko Nacht van Woerden, Woerden                            | C2     | Marianne Vos             | Rabobank            |
| 26   | Coupe du monde #2, Tábor                                      | CDM    | Katherine Compton        |                     |
| 26   | Cross After Dark Series #2 - Gateway Cross Cup 1, Saint-Louis | C2     | Amanda Miller            |                     |
| 27   | Gateway Cross Cup 2, Saint-Louis                              | C2     | Elle Anderson            |                     |
| 27   | Superprestige #1 - Cyclocross Ruddervoorde, Ruddervoorde      | C1     | Helen Wyman              | Kona Factory Racing |

### Novembre
| Date | Course                                                                 | Classe | Vainqueur                 | Équipe              |
| ---- | ---------------------------------------------------------------------- | ------ | ------------------------- | ------------------- |
| 1    | Trophée Banque Bpost #2 - Koppenbergcross, Audenarde                   | C1     | Helen Wyman               | Kona Factory Racing |
| 1    | Cincy3 Darkhorse Cyclo-Stampede, Covington                             | C2     | Kateřina Nash             | Luna Chix           |
| 2    | NEPCX #5 - The Cycle-Smart International, Northampton                  | C2     | Crystal Anthony           |                     |
| 2    | Cross After Dark Series #3 - Cincy 3 - Lionhearts International, Mason | C1     | Katherine Compton         |                     |
| 3    | Championnat d'Europe, Mladá Boleslav                                   | CC     | Helen Wyman               | Grande-Bretagne     |
| 3    | Cincy3 Harbin Park, Cincinnati                                         | C2     | Kateřina Nash             | Luna Chix           |
| 3    | Int. Radquerfeldein GP Lambach/Stadl-Paura, Stadl-Paura                | C2     | Hanka Kupfernagel         |                     |
| 3    | NEPCX #6 - The Cycle-Smart International, Northampton                  | C2     | Laura Van Gilder          | Mellow Mushroom     |
| 9    | MudFund Derby City Cup 1, Louisville                                   | C2     | Katherine Compton         |                     |
| 9    | Internationales Cross Wochenende Wiesbaden, Wiesbaden                  | C2     | Marlène Morel-Petitgirard |                     |
| 10   | Superprestige #2-Bollekescross, Hamme-Zogge                            | C1     | Nikki Harris              |                     |
| 10   | MudFund Derby City Cup 2, Louisville                                   | C2     | Katherine Compton         |                     |
| 10   | HPCX, Jamesburg                                                        | C2     | Laura Van Gilder          | Mellow Mushroom     |
| 10   | GGEW City Cross Cup, Lorsch                                            | C1     | Hanka Kupfernagel         |                     |
| 11   | SOUDAL Jaarmarktcross Niel, Niel                                       | C2     | Sanne Cant                |                     |
| 15   | The Jingle Cross Rock - Rock 1, Iowa City                              | C2     | Kateřina Nash             | Luna Chix           |
| 16   | The Jingle Cross Rock - Rock 2, Iowa City                              | C2     | Kateřina Nash             | Luna Chix           |
| 16   | Shinshu Cyclocross Nobeyama Kogen Round 1, Nobeyama Station-Nagano     | C2     | Ayako Toyooka             |                     |
| 16   | Trophée Banque Bpost #3-Grote Prijs van Hasselt, Hasselt               | C1     | Sanne Cant                |                     |
| 17   | The Jingle Cross Rock - Rock 3, Iowa City                              | C2     | Kateřina Nash             | Luna Chix           |
| 17   | Flückiger Cross Madiswil, Madiswil                                     | C2     | Sina Frei                 |                     |
| 17   | Superprestige #3-Cyclo-cross d'Asper-Gavere, Gavere                    | C1     | Sanne Cant                |                     |
| 17   | Shinshu Cyclocross Nobeyama Kogen Round 2, Nobeyama Station-Nagano     | C2     | Ayako Toyooka             |                     |
| 17   | Challenge la France Cycliste de Cyclo-Cross #2, Quelneuc               | C2     | Lucie Chainel-Lefevre     |                     |
| 23   | Coupe du monde #3, Coxyde                                              | CDM    | Katherine Compton         |                     |
| 23   | Super Cross Cup 1, Stony Point, New York                               | C2     | Arley Kemmerer            |                     |
| 24   | Super Cross Cup 1, Stony Point, New York                               | C2     | Laura Van Gilder          |                     |
| 24   | Int. Radquer Hittnau, Hittnau                                          | C1     | Alice Maria Arzuffi       |                     |
| 24   | Superprestige #4, Gieten                                               | C1     | Helen Wyman               | Kona Factory Racing |
| 24   | Kansai Cyclo Cross Yasu Round, Yasu                                    | C2     | Ayako Toyooka             |                     |
| 30   | Baystate Cyclo-cross, Sterling                                         | C2     | Elle Anderson             |                     |
| 30   | Cross After Dark Series #4 - CXLA Weekend, Los Angeles                 | C2     | Kateřina Nash             | Luna Chix           |

### Décembre
| Date | Course                                                      | Classe | Vainqueur              | Équipe             |
| ---- | ----------------------------------------------------------- | ------ | ---------------------- | ------------------ |
| 1    | BC Grand Prix of Cyclo-cross, Surrey                        | C2     | Catharine Pendrel      |                    |
| 1    | CXLA Weekend, Los Angeles                                   | C2     | Kateřina Nash          | Luna Pro Team      |
| 1    | Baystate Cyclo-cross, Sterling                              | C2     | Crystal Anthony        |                    |
| 7    | Deschutes Brewery Cup, Bend                                 | C1     | Kateřina Nash          | Luna Pro Team      |
| 7    | Soudal Scheldecross Antwerpen, Anvers                       | C1     | Katherine Compton      |                    |
| 7    | NEPCX #7 - NBX Gran Prix of Cross 1, Warwick                | C2     | Emma White             |                    |
| 8    | Ciclocross del Ponte, Faè di Oderzo                         | C2     | Eva Lechner            |                    |
| 8    | NEPCX #8 - NBX Gran Prix of Cross 2, Warwick                | C2     | Arley Kemmerer         |                    |
| 8    | Vlaamse Druivenveldrit, Overijse                            | C1     | Katherine Compton      |                    |
| 14   | North Carolina Grand Prix #1, Hendersonville                | C2     | Jessica Cutler         |                    |
| 15   | Vlaamse Industrieprijs Bosduin, Kalmthout                   | C1     | Sanne Cant             | IKO Enertherm-BKCP |
| 15   | North Carolina Grand Prix #2, Hendersonville                | C2     | Sunny Gilbert          |                    |
| 16   | Trophée Banque Bpost #4-Grote Prijs Rouwmoer, Essen         | C1     | Sanne Cant             | IKO Enertherm-BKCP |
| 22   | Coupe du monde #4, Namur                                    | CDM    | Katherine Compton      |                    |
| 26   | Coupe du monde #5, Heusden-Zolder                           | CDM    | Katherine Compton      |                    |
| 26   | Internationales Radquer Dagmersellen, Dagmersellen          | C2     | Sina Frei              |                    |
| 27   | Trophée Banque Bpost #5 - Azencross, Loenhout               | C1     | Marianne Vos           | Rabobank           |
| 29   | Superprestige #5, Diegem                                    | C1     | Sanne Cant             | IKO Enertherm-BKCP |
| 29   | Challenge la France cycliste de cyclo-cross #3, Flamanville | C2     | Pauline Ferrand-Prévot |                    |

### Janvier
| Date | Course                                                         | Classe | Vainqueur         | Équipe              |
| ---- | -------------------------------------------------------------- | ------ | ----------------- | ------------------- |
| 1    | Trophée Banque Bpost #6 - Grand Prix Sven Nys, Baal            | C1     | Katherine Compton |                     |
| 2    | Internationale Centrumcross van Surhuisterveen, Surhuisterveen | C2     | Marianne Vos      | Rabobank            |
| 5    | Coupe du monde #6, Rome                                        | CDM    | Katherine Compton |                     |
| 5    | Kingsport Cyclo-cross Cup, Kingsport                           | C2     | Allison Arensman  |                     |
| 13   | Cyclocross Otegem, Otegem                                      | C2     | Helen Wyman       | Kona Factory Racing |
| 18   | Internationale Cyclo-Cross Rucphen, Rucphen                    | C2     | Marianne Vos      | Rabobank            |
| 18   | 36° Gran Premio Mamma E Papa Guerciotti AM, Milan              | C2     | Francesca Cauz    |                     |
| 19   | SOUDAL Cyclocross Leuven, Louvain                              | C1     | Marianne Vos      | Rabobank            |
| 26   | Coupe du monde #7, Nommay                                      | CDM    | Marianne Vos      | Rabobank            |

### Février
| Date | Course                                                             | Classe | Vainqueur    | Équipe              |
| ---- | ------------------------------------------------------------------ | ------ | ------------ | ------------------- |
| 2    | Championnats du monde de cyclo-cross, Hoogerheide                  | CM     | Marianne Vos | Pays-Bas            |
| 8    | Trophée Banque Bpost #7 - Krawatencross, Lille                     | C1     | Sanne Cant   | IKO Enertherm-BKCP  |
| 9    | Superprestige #6, Hoogstraten                                      | C1     | Nikki Harris |                     |
| 15   | Superprestige #7, Middelkerke                                      | C1     | Helen Wyman  | Kona Factory Racing |
| 16   | Boels Classic Internationale Cyclo-cross Heerlen, Heerlen          | C1     | Helen Wyman  | Kona Factory Racing |
| 23   | Trophée Banque Bpost #8 - Internationale Sluitingsprijs, Oostmalle | C1     | Sanne Cant   | IKO Enertherm-BKCP  |

## Championnats nationaux (CN)
Différentes championnes de la saison 2013-2014
| Nation          | Élites femmes          |
| --------------- | ---------------------- |
| Allemagne       | Hanka Kupfernagel      |
| Australie       | Lisa Jacobs            |
| Autriche        | Nadja Heigl            |
| Belgique        | Sanne Cant             |
| Canada          | Catharine Pendrel      |
| Croatie         | Mia Radotić            |
| Danemark        | Annika Langvad         |
| Espagne         | Aida Nuño Palacio      |
| États-Unis      | Katherine Compton      |
| Finlande        | Jasmin Kansikas        |
| France          | Pauline Ferrand-Prévot |
| Grande-Bretagne | Helen Wyman            |
| Hongrie         | Barbara Benko          |
| Irlande         | Francine Meehan        |

| Nation             | Élites femmes       |
| ------------------ | ------------------- |
| Italie             | Eva Lechner         |
| Japon              | Sakiko Miyauchi     |
| Luxembourg         | Christine Majerus   |
| Nouvelle-Zélande   | Pas organisé        |
| Pays-Bas           | Marianne Vos        |
| Pologne            | Paula Gorycka       |
| Portugal           | Isabel Caetano      |
| République-tchèque | Martina Mikulášková |
| Roumanie           | Pas organisé        |
| Serbie             | Pas organisé        |
| Slovaquie          | Tereza Medvedová    |
| Suède              | Emma Johansson      |
| Suisse             | Sina Frei           |

## Records de victoires

### Par coureuse
|   | Nom               | Pays            | Total |
| - | ----------------- | --------------- | ----- |
| 1 | Katherine Compton | États-Unis      | 14    |
| 2 | Helen Wyman       | Grande-Bretagne | 12    |
| 3 | Kateřina Nash     | Tchéquie        | 11    |
| - | Sanne Cant        | Belgique        | 11    |
| 5 | Marianne Vos      | Pays-Bas        | 10    |
| 6 | Elle Anderson     | États-Unis      | 6     |
| - | Laura Van Gilder  | États-Unis      | 6     |
| 8 | Nikki Harris      | Grande-Bretagne | 3     |
| - | Hanka Kupfernagel | Allemagne       | 3     |
| - | Ayako Toyooka     | Japon           | 3     |
| - | Arley Kemmerer    | États-Unis      | 3     |
| - | Sina Frei         | Suisse          | 3     |

### Par pays
|    | Pays            | Total |
| -- | --------------- | ----- |
| 1  | États-Unis      | 36    |
| 2  | Grande-Bretagne | 17    |
| 3  | Tchéquie        | 13    |
| 4  | Belgique        | 11    |
| -  | Pays-Bas        | 11    |
| 6  | France          | 5     |
| 7  | Italie          | 4     |
| -  | Japon           | 4     |
| 9  | Allemagne       | 3     |
| -  | Suisse          | 3     |
| 11 | Canada          | 2     |
| -  | Danemark        | 2     |
| 13 | Autriche        | 1     |
| -  | Croatie         | 1     |
| -  | Espagne         | 1     |
| -  | Hongrie         | 1     |
| -  | Irlande         | 1     |
| -  | Luxembourg      | 1     |
| -  | Pologne         | 1     |
| -  | Portugal        | 1     |
| -  | Slovaquie       | 1     |
| -  | Suède           | 1     |